# Zethus
Zethus è un genere di insetti sociali appartenenti alla sottofamiglia delle Eumeninae.
Di grandi dimensioni, soprattutto neotropicale, è un genere di vespe che si può trovare in diverse specie nelle regioni neartiche, afrotropicali e indomalayane. Il genere è attualmente suddiviso in alcuni sottogeneri che, tuttavia, hanno bisogno di una analisi filogenetica, al fine di riconoscere i loro limiti naturali.